# Ectenessa andrei
Ectenessa andrei är en skalbaggsart som beskrevs av Martins och Maria Helena M. Galileo 1996. Ectenessa andrei ingår i släktet Ectenessa och familjen långhorningar. Inga underarter finns listade i Catalogue of Life.